# Херман фон Залца
Херман фон Залца (на немски: Hermann von Salza) е четвъртият Велик магистър на рицарите от Тевтонския орден през XIII век.

## Кръстоносни походи
Херман фон Залца произходжда от фамилия на министериали от ландграфство Тюрингия, вероятно от замъка Драйбург в Лангесалца. Под командата на тюрингския ландграф Лудвиг III Благочестиви, Залца взима участие в Третия кръстоносоен поход и обсадата на Акра (1189–1191), когато е основан Тевтонският Орден. Той вероятно участва заедно с ландграфа на Тюрингия - Херман I и графа на Хенеберг - Ото фон Ботенлаубен в кръстоносния поход от 1197 г. и присъства на коронацията на Амори дьо Лузинян за крал на Йерусалим. Походъдт се проваля след неочакваната смърт на император Хайнрих VI Хоенщауфен, но въпреки това тевтонците официално са признати от папата за военно-монашески орден, който да защитава Светите Земи. Точното време на влизането на Залца в Ордена не е известно, но първата му поява като Велик Магистър е на коронацията на Жан дьо Бриен за крал на Йерусалим през 1210 г. Под управлението на Залца силата на Ордена нараства и влиянието на тевтонците се разпростира от Испания до Ливония на север. Великият магистър става приятел и съветник на император Фридрих II Хоенщауфен, и го представя пред папата. От своя страна папа Хонорий III също забелязва качествата на Херман фон Залца и дава на тевтонските рицари същият привилегирован статус, какъвто имат тамплиерите и хоспиталиерите.
През 1211 г. по молба на краля на Унгария - Андраш II, фон Залца изпраща Ордена в Трансилвания за да спре нападенията на куманите. Тевтонците се настаняват в областта Бурценланд получавайки при това значителна автономия, но през 1225 са изгонени от унгарските барони, защото се стремят да образуват суверенна държава. Междувременно Херман фон Залца придружава император Фридрих II в Петия кръстоносен поход срещу Дамиета през 1219 г. и е награден от Жан дьо Бриен за храбростта си. По-късно Залца убеждава Фридрих II да оглави Шестия кръстоносен поход и допринася за женитбата му с Изабела II Йерусалимска. След завръщането си в Европа, Херман фон Залца помага да бъде премахнато наложенотo на Фридрих II отлъчване от църквата. След това Великият Магистър е повикан от полския княз Конрад Мазовецки за да воюва с езичниците в Прусия. След като Херман фон Залца получава благословия от папата и от императора на Свещената римска империя, през 1230 г. тевтонските рицари започват кампания за налагане на християнството в цяля Прусия. Контактите на фон Залца с папата и император Фридрих II носят нови привилегии и приходи за Ордена. През 1237 г. Херман фон Залца присъединява Ордена на мечоносците към Тевтонския Орден. През 1238 г. Великия Магистър се оттелгя в Салерно, Италия, където умира през 1239.